# Lohengrin (opera)
A Lohengrin [ˈloːənɡriːn] Richard Wagner egyik háromfelvonásos operája (WWV 75). Librettóját a zeneszerző írta a 13. században keletkezett Lohengrin-eposz alapján. Ősbemutatójára 1850. augusztus 28-án került sor a weimari Hoftheaterben. Magyarországon 1866. december 1-jén mutatták be a pesti Nemzeti Színházban.

## Története
Wagner az 1840-es években kezdett el érdeklődni a középkor mondavilága iránt. Előbb az ófrancia mesét ismerte meg, majd annak német változatát. A zeneköltő 1845 nyarán Karlsbadban tartózkodott. Itt született meg a Lohengrin első vázlata. Az 1847-es esztendőt teljesen a Lohengrin megalkotásának szentelte. Először a harmadik felvonást fejezte be, majd ugyanezen év augusztus 28-ára elkészült a teljes partitúrával. Művét bemutatásra a korábbi operáinak bemutatóhelyéül szolgáló drezdai operaházhoz nyújtotta be, azonban a zavaros politikai helyzet és a fennálló renddel szembenálló politikai nézetei miatt visszautasították. A bemutatóra három évvel később, Liszt Ferenc közbenjárásának köszönhetően került sor Weimarban, 1850. augusztus 28-án. A Lohengrin tisztes sikert aratott, bár a szerző ellenfelei mindent elkövettek a darab megbuktatásáért. A darabot hamarosan Németország több neves operaházában is nagy sikerrel bemutatták. Két évtized alatt Európa összes vezető operaháza bemutatta, sőt az Egyesült Államokba és Dél-Amerikába is eljutott. Tizenhat esztendővel a weimari bemutató után, 1866. december 1-jén a magyar Nemzeti Színház is bemutatta a Lohengrint. Az operaházban 1884. szeptember 27-én az első felvonást, szeptember 30-án pedig a teljes művet bemutatták.

## Szereplők

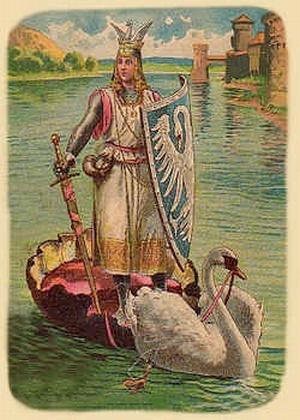
Lohengrin érkezése (illusztráció)

| Szereplő                                                                | Hangfekvés          |
| ----------------------------------------------------------------------- | ------------------- |
| I. Henrik, német király                                                 | basszus             |
| Lohengrin                                                               | tenor               |
| Brabanti Elza                                                           | szoprán             |
| Gottfried herceg, az öccse                                              | tenor               |
| Telramund Fridrik                                                       | bariton             |
| Ortrud, a felesége                                                      | mezzoszoprán        |
| A király hirdetője                                                      | bariton             |
| Négy lovag                                                              | tenor, basszbariton |
| Négy apród                                                              | szoprán, alt        |
| Szász és brabanti grófok és nemesek, nemes asszonyok, gyerekek, szolgák |                     |

## Cselekménye
Helyszín: Antwerpen
Idő: a 10. század első felében

### Első felvonás
Helyszín: Tér Antwerpenben, a Schelde partján
Madarász Henrik király szász és türingiai hűbéresei kíséretében Antwerpenbe utazik, hogy a magyarok elleni harcához elnyerje a brabantiak fegyveres támogatását. Telramund gróf feltárja előtte, hogy az ország vezető nélkül maradt. Halálos ágyán az idős uralkodó két gyermekét, Elzát és Gottfriedet az ő felügyeletére bízta, sőt feljogosította, hogy megkérje lánya kezét és nászuk esetén a birodalom védelmezője legyen. A hercegnő azonban kikosarazta, így Ortrudot vette nőül, Radbod fríz herceg lányát. Nem sokkal később állítólag Elza titkos szeretőjével együtt a trón megkaparintásáért megölte testvérét, Gottfried herceget. A király maga elé rendeli a leányt, aki azonban ahelyett, hogy védené magát, rejtélyes álmáról számol be: égi lovag jelent meg előtte, késznek mondva magát, hogy ártatlansága igazolására megvívjon vádlójával. Neki nyújtja majd a kezét és ő lesz Brabant új uralkodója. Szavaira Telramund kevélyen kijelenti, hogy igaza bizonyítására bárkivel kész megverekedni. A király istenítélet mellett dönt. A félelmetes bajvívó hírében álló Telramunddal azonban senki sem mer szembeszállni. A hirdető harmadik felhívására, az asszonyok szüntelen imádkozása közben aztán hattyú vonta csónak és rajta talpig páncélba öltözött titokzatos lovag, Lohengrin jelenik meg a folyón. Egyenesen a király elé lép: azért jött, hogy megvédje az ártatlanul bevádolt hercegnő becsületét és hogy férje legyen, feltéve, hogy elfogadja egyetlen feltételét, hogy sohasem érdeklődik neve és származása felől. Amikor Elza boldogan mond igent, Telramundhoz fordul és visszautasítja vádjait. A gróf most sem hátrál meg, ezért a király utasítására összecsapnak. Lohengrinnek azonban elég felemelnie pallosát és a vádló megsemmisülten hull a földre.

### Második felvonás

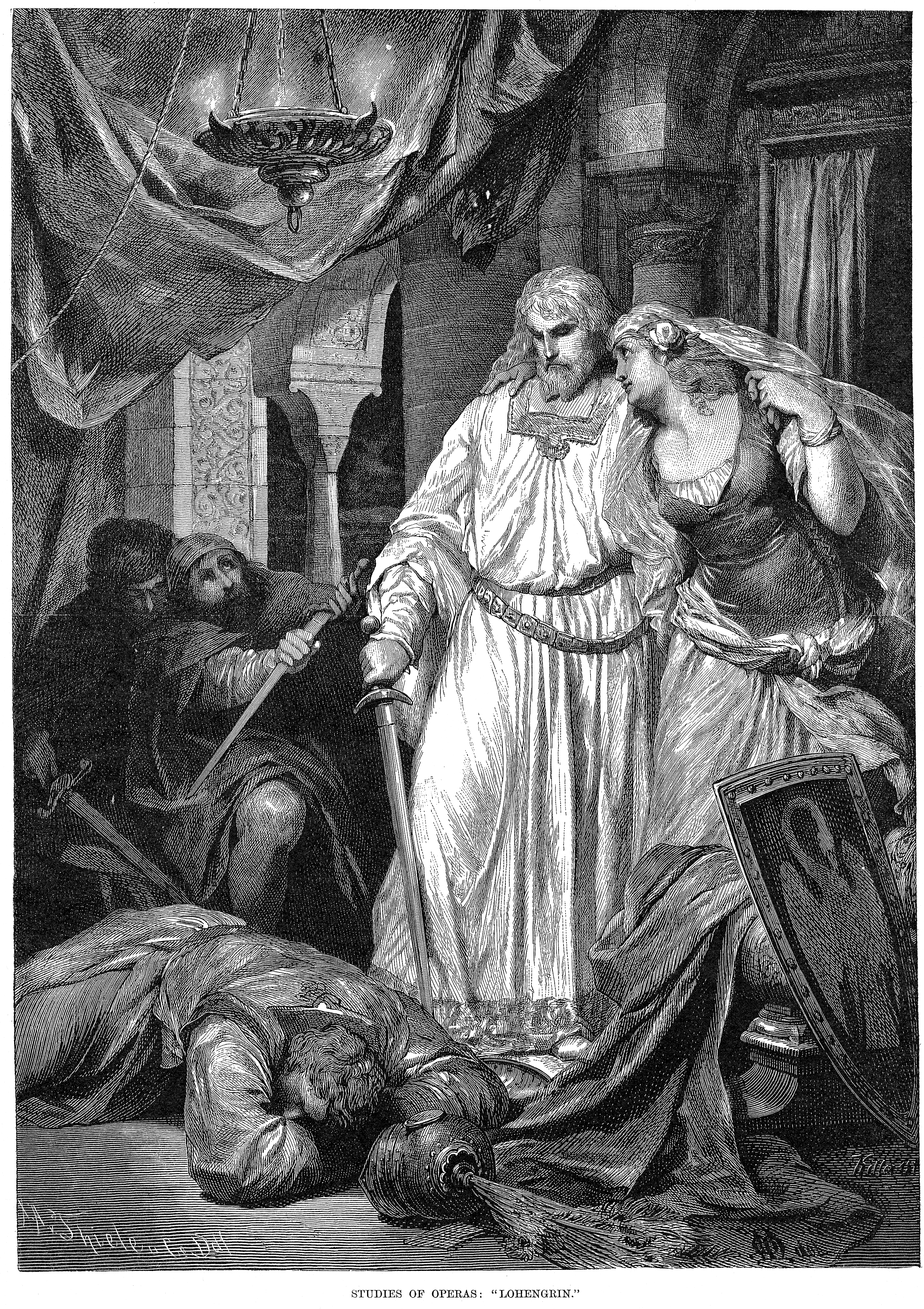
Illusztráció a Lohengrinhez egy brit napilapban

Első kép
Helyszín: Tér Antwerpen várában, a palota bejárata előtt
Az alattomos vád és a megsemmisítő vereség összezúzta az addig köztiszteletben álló Telramund becsületét és bujdosni kényszerül. Haragja most felesége ellen fordul, aki az állítólagos gyilkosság szemtanújaként rávette, hogy vádolja be Elzát a királynál. Ortrud azonban meggyőzi, hogy nem valódi istenítélet, hanem rút varázslat győzte le, amely szertefoszlik majd és az igazságra fény derül, amint Elza felteszi urának a tiltott kérdést. Ráveszi férjét, legyen segítségére: csellel vagy erőszakkal törjék fel az átkot, s Telramund visszaszerezheti lovagi becsületét. Beesteledik. Amikor lefekvéshez készülődve Elza szobája erkélyére lép, Ortrud megalázkodást színlelve kérleli, hogy segítsen bejutnia a várba, ahonnan szégyenszemre kizárták. Szavai szánalmat ébresztenek a lányban és utasítást ad, hogy engedjék be az asszonyok házába. Míg ő intézkedik, Ortrud a germán istenekhez fordul, hogy segítsék győzelemre a keresztények Istenével szemben.
Második kép
Helyszín: Tér az antwerpeni székesegyház előtt
A király hirdetője kihirdeti Henrik ítéletét, Telramund kiközösítését és egyben tudtul adja, hogy Elza és az ismeretlen lovag esküvőjére még aznap sor kerül. Másnap indul ugyanis a sereg a magyarok elleni ütközetre és a lovag is csatlakozik hozzájuk. A téren tolongó tömegben megjelenik Telramund is egy bizalmasa társaságában azon tanakodva, miként lehetne a lovagot újabb összecsapásra kényszeríteni. A gróf beavatja embereit tervébe: amikor megindul a nászmenet, nyilvánosan boszorkánysággal vádolja majd meg az ismeretlent. Amikor Elza és a páncélos lovag is megjelenik, hogy a templomba induljanak, váratlanul előlép Ortrud és nyilvánosan kérdőre vonja Elzát: kinek lesz asszonya, nemesi származású-e jövendőbelije, ki lesz férjeként Brabant új ura? Megjelenik Telramund is és varázslattal vádolja meg legyőzőjét. A lovag visszautasítja a vádat és kijelenti, egyedül Elza jogosult a kérdéseket feltenni számára. Elza ünnepélyesen megfogadja, hogy sosem fogja kutatni a titkot, valójában azonban Ortrud kérdései benne is gyanút ébresztettek. A király ünnepélyesen a menet élére áll, és a templomba vezeti az ifjú párt.

### Harmadik felvonás
Első kép
Helyszín: Terem az antwerpeni várban
Elza és Lohengrin végre kettesben maradnak. A lány azonban nem tudja türtőztetni kíváncsiságát és kicsúszik száján a titkot firtató kérdés. Ebben a pillanatban bizalmasaival Telramund tör a szobába, hogy megölje legyőzőjét, a lovag azonban kardja egyetlen csapásával halálra sújtja. A lovag utasítja a gróf megszeppent kísérőit, hogy a holttestet vigyék ki a szobából, majd az udvarhölgyeket hívatja. Megparancsolja, feleségét öltöztessék fel és kísérjék az asszonyok házába. Ezután az összetört Elzához fordul: másnap, a nagy nyilvánosság előtt választ fog adni a kérdésére.
Második kép
Helyszín: Tér a Schelde partján
Korán reggel a Schelde partján gyülekeznek a hadba indulók vezetői. Saroglyán hozzák Telramund holttestét, nyomában a páncélos lovaggal. Beszámol a királynak az éjszaka történtekről, Telramund orvgyilkossági kísérletéről és hogy Elza megszegte ígéretét és feltette a tiltott kérdést. Így fel kell fednie kilétét, ez azonban sérthetetlensége megszűnésével is jár, ezért nyomban el kell hagynia a várost. Most megfejti hát a titkot: Lohengrin a neve és Montsalvat várura, Parsifal, a Grál őrzésére létrejött rend vezetőjének fia. A Grál küldötteként érkezett, mint minden esetben, ha ártatlanul bajbajutottak védelme a cél. Szavait döbbent csönd kíséri, majd a király, a felsorakozott lovagok, és Elza is kérleli, maradjon közöttük. Ám hiába. Döntése megmásíthatatlan, vissza kell térnie. Megjósolja azonban a királynak, hogy fegyverei legyőzik a magyarokat. Megjelenik a hattyú vonta csónak, s vele csaknem egyszerre előugrik Ortrud is. Diadalittasan a jelenlévők szemébe vágja, hogy a hattyú Gottfried herceg maga. Ő varázsolta el, de visszaváltozhatott volna emberré, ha Elza egy éven át ellenáll a kísértésnek és nem teszi föl a titkot firtató kérdést, így viszont örökre hattyú marad. Ekkor Lohengrin a végsőkig kétségbeesett Elzához fordul és megígéri, hogy holtnak hitt öccse, aki a Grál védelme alatt áll, távozását követően vissza fog térni. Majd térdre ereszkedik és ájtatos imába merül. Fohásza meghallgatásra talál: a hattyú eltűnik, helyébe egy galamb jelenik meg az égen. Lohengrin lecsatolja kardját, s gyűrűjével és kürtjével együtt Elzának nyújtja. Viselje azokat ezentúl Brabant új védelmezője, Gottfried herceg. Amint a most már galamb vonta csónakba lép, megjelenik a herceg is. Ortrud megsemmisülten hull a porba. Ebben a pillanatban Elza is élettelenül hanyatlik öccse karjába.

## Híres részletek
- Einsam in trüben Tagen – Elza álma (első felvonás)
- Nun sei bedankt, mein lieber Schwan – Lohengrin belépője (első felvonás)
- Mein Herr und Gott, nun ruf’ ich dich – a király imája (első felvonás)
- Du fürchterliches Weib – Telramund monológja (második felvonás)
- Euch lüften, die mein Klagen – Elza áriája (második felvonás)
- Treulich geführt, ziehet dahin – nászkar (harmadik felvonás)
- Das süße Lied verhallt – Lohengrin és Elza szerelmi kettőse (harmadik felvonás)
- Höchstes Vertrau’n hast du mir schon zu danken – Lohengrin monológja (harmadik felvonás)
- In fernem Land, unnahbar euren Schritten – Lohengrin Grál-elbeszélése (harmadik felvonás)
- Mein lieber Schwan! – Lohengrin búcsúja (harmadik felvonás)

## Diszkográfia
- René Kollo (Lohengrin), Anna Tomowa-Sintow (Elza), Dunja Vejzović (Ortrud), Karl Ridderbusch (Madarász Henrik), Siegmund Nimsgern (Telramund); a Deutsche Oper Berlin Énekkara, Berlini Filharmonikusok, vez.: Herbert von Karajan (1975, 1976, 1981) EMI 5 66519 2
- Plácido Domingo (Lohengrin), Jessye Norman (Elza), Eva Randová (Ortrud), Hans Sotin (Madarász Henrik), Siegmund Nimsgern (Telramund); a Bécsi Állami Operaház Énekkara, Bécsi Filharmonikusok, vez.: Solti György (1985, 1986) Decca 421 053-2